# Charles Napoléon

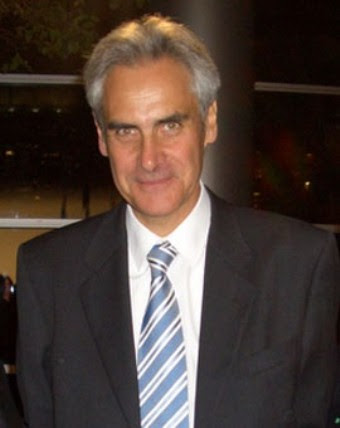
Charles Bonaparte (2008)

Charles Napoléon, vollständiger Name: Charles Marie Jérôme Victor, prince Napoléon, duc de Montfort (* 19. Oktober 1950 in Boulogne-Billancourt), als bonapartistischer Prätendent Napoleon VII., ist seit 1997 das Oberhaupt der Familie Bonaparte und französischer Politiker. Er nennt sich auch Charles Bonaparte.

## Leben
Charles Napoléon ist der Sohn von Louis Napoléon (1914–1997) und dessen Ehefrau Alix de Foresta (* 1926), Tochter von Comte Albéric de Foresta. Seine Großeltern väterlicherseits waren Victor Bonaparte, Prince Napoléon (1862–1926) und Clementine von Belgien, seine Urgroßeltern Napoléon Joseph Charles Paul Bonaparte (1822–1891), gen. Plon-Plon und Marie Clotilde von Savoyen. Er ist ein Ururenkel  von Jérôme Bonaparte, dem König von Westphalen und jüngsten Bruder Napoleons. 
Napoléon III. hatte den nachfolgeberechtigten Mitgliedern der kaiserlichen Familie (seinem Sohn sowie den Nachfahren seines Onkels Jérôme, nicht aber der Familie seines Onkels Lucien) den Titel Prinz bzw. Prinzessin Napoléon (unter Weglassung des alten Familiennamens Bonaparte) verliehen, den die Nachfahren bis heute führen. 
Zusammen mit seiner Zwillingsschwester Cathérine und seinen Geschwistern Laure und Jérôme verbrachte er seine Jugend in einer Villa in Prangins am Genfersee in der Schweiz. Das Haus Bonaparte war, ebenso wie das Haus Orléans, von 1886 bis 1950, dem Jahr seiner Geburt, durch Gesetz aus Frankreich verbannt. Er war daher das erste wieder im Lande geborene Kind der Bonaparte unmittelbar nach Aufhebung der Exilierung. 
Er besuchte das Internat an der Sainte-croix-des-neiges in Abondance, promovierte im Fach Volkswirtschaft an der Sorbonne und arbeitet heute als Bankier, Finanz- und Immobilienmakler in Paris.
2000 trat Charles Napoléon Bonaparte bei der Wahl des Bürgermeisteramts von Ajaccio, dem Geburtsort Napoleon Bonapartes, an. Er hatte eine unabhängige, mit verschiedenen Parteien der Linken verbündete Liste aufgestellt. Darauf wurde er Mitglied im Stadtrat von Ajaccio und ab 2004 Vizebürgermeister der Stadt. 2005 gab er seine Kandidatur 2008 zum Bürgermeister von Fontainebleau bekannt. Nach dem Scheitern dieser Kandidatur wurde Charles Napoléon 2008 für das Mouvement démocrate in den Gemeinderat von Nemours (Département Seine-et-Marne) gewählt.

## Heirat und Nachkommen
Am 19. Dezember 1978 heiratete Charles Napoléon Bonaparte in Paris Béatrice Prinzessin von Bourbon-Sizilien (* 1950), Tochter Ferdinands, des Herzogs von Castro (1926–2008). Zusammen haben sie zwei Kinder, Caroline Napoléon (* 24. Oktober 1980) und Jean-Christophe Napoléon (* 11. Juli 1986). Die Ehe wurde 1989 geschieden. Am 18. April 1992 wurde seine dritte Tochter Sophie Catherine Napoléon geboren. Deren Mutter Jeanne-Françoise Valliccioni heiratete er Ende September 1996. 1998 adoptierte das Paar ein Mädchen aus Vietnam namens Anh Laetitia Napoléon.
Der Sohn Jean-Christophe Napoléon heiratete 2019 Olympia Gräfin von und zu Arco-Zinneberg, eine Tochter des Riprand Graf von und zu Arco-Zinneberg und der Maria Beatrice von Habsburg-Lothringen, Tochter des Erzherzogs Robert von Österreich-Este.